# CrunchBang Linux
CrunchBang Linux fue una distribución creada por Philip Newborough. Está basada en la reconocida distribución Debian GNU/Linux, específicamente en el Debian Live Project. A pesar de esto, no se reconoce como una distribución derivada oficial de Debian.
Utiliza un gestor de ventanas Openbox y aplicaciones GTK+.
Esta distribución estaba diseñada para ofrecer un excelente balance entre velocidad y funcionalidad, es tan estable como el mismo Debian, además de incorporar por defecto una interfaz minimalista y moderna que puede ser personalizada con alto grado, lo que hace a esta distribución perfecta para equipos con recursos limitados.
El día 6 de febrero de 2015 su principal desarrollador y creador Philip Newborough anuncia su retirada del proyecto dejándolo en manos de la comunidad, como lo explica en un artículo dentro del foro de CrunchBang .
Actualmente la página principal del sitio web del proyecto no es accesible.
El día 16 de febrero, en una publicación en el foro de CrunchBang se anuncia la continuación del proyecto bajo el nombre de BunsenLabs. También han surgido CrunchBang++ (o abreviada #!++)